# 比利亚塞卡德乌塞达
比利亚塞卡德乌塞达，是西班牙卡斯蒂利亚-拉曼恰瓜达拉哈拉省的一个市镇。总面积13平方公里，总人口70人（2001年），人口密度5人/平方公里。